# Boeing X-32
Pour les articles homonymes, voir X-32.
Le Boeing X-32 est un avion ADAV multirôle expérimental américain, construit dans le cadre du programme Joint Strike Fighter lancé par l'agence américaine de recherches sur les projets de défense (DARPA), en 1993. 
Le X-32A a effectué son premier vol de l'usine de Palmdale en Californie à la base aérienne d'Edwards, le 18 septembre 2000. Trois versions étaient prévues, dont une à décollage vertical, le X-32B. L'aéronef était en concurrence avec le Lockheed F-35 Lightning II (projet X-35), dans le but de remplacer l'ensemble des avions légers de combat et d'attaque du département de la Défense des États-Unis. Il était alors question de remplacer les General Dynamics F-16 Falcon, McDonnell Douglas F/A-18 Hornet et autres AV-8B Harrier II.
Le 26 octobre 2001, c'est le projet concurrent X-35 qui lui est préféré.

## Origines du programme
En 1993, l'agence américaine de recherches sur les projets de défense (DARPA) lance un projet baptisé CALF (en anglais : « Common Affordable Lightweight Fighter », soit « chasseur commun léger et peu coûteux ») pour le développement d'un avion de combat léger et économique, utilisable aussi bien par L'US Air Force que par l'US Navy et l'US Marine Corps. L'appareil doit disposer de capacités furtives et être à même de prendre la succession de tous les appareils légers de chasse et d'attaque au sol du département de la Défense des États-Unis, c'est-à-dire du F-16 Fighting Falcon, du F/A-18 Hornet et de AV-8B Harrier II. Dans le même temps, l'Air Force et la Navy avaient lancé leur propre programme baptisé JAST, pour Joint Advanced Strike Technology. En 1994, le Congrès des États-Unis demande que les deux projets soient regroupés en un seul programme, baptisé Joint Strike Fighter.
De nombreux avionneurs participent à la première phase de ce programme, soumettant au département de la Défense des États-Unis leurs propres projets. Le 16 novembre 1996, Boeing et Lockheed Martin sont retenus pour participer à la suite du programme, et se voient chacun allouer un contrat pour la fabrication de deux appareils destinés à être comparés en vol et au sol, afin de définir lequel se verrait attribuer le contrat final pour la production du futur avion de combat. Selon les termes du contrat, les prototypes doivent être capables de décoller et d'atterrir depuis une piste conventionnelle aussi bien que depuis le pont d'un porte-avions, et disposer de capacités ADAV. Des essais au sol doivent aussi être effectués sur des prototypes représentatifs des modèles de série, afin de valider l'avionique et le système d'armes.
Une des particularités du contrat est l'interdiction faite aux deux compétiteurs d'utiliser leur fonds propres pour le développement de leurs projets. Chaque firme se voit allouer un contrat de 750 millions de dollars pour la production de deux appareils, avionique, système d'armes et logiciels inclus. Cette clause a pour but de réduire les coûts de production des appareils de série, en forçant les avionneurs à utiliser un budget réduit pour la production de leurs prototypes. Cette mesure a aussi été prise afin d'éviter qu'une des firmes ne se mette en difficulté financière après avoir investi trop d'argent afin de remporter la compétition.

## Caractéristiques techniques

### Particularités du X-32
La conception générale du X-32 rappelle celle d'un projet développé par Boeing dans les années 1960, dont des vues d'artiste avaient été publiées dans le magazine Aviation Week & Space Technology. L'appareil, un avion de combat supersonique à poussée vectorielle, n'avait pas dépassé le stade de la planche à dessin.

### L'entrée d'air
Un des éléments caractéristiques de l'appareil réside dans son entrée d'air de grandes dimensions montée en menton (comme sur les F-8 Crusader et A-7 Corsair II), cette protubérance lui valut d'être affublé du surnom officieux et péjoratif de « Monica », en référence à l'affaire Lewinsky.

### La voilure
Le X-32 était équipé d'une voilure monocoque en fibre de carbone, de forme trapézoïdale et d'une envergure de 9,15 mètres. Une forte flèche, de 55° au bord d'attaque, permettait de conserver une traînée réduite en régime transsonique, malgré la forte épaisseur de la voilure. Cet angle permettait aussi d'obtenir une bonne orientation des antennes installées dans les bords d'attaque des ailes. La conception et la fabrication de cette voilure représenta un des défis majeurs du programme.

### La position du moteur
Le positionnement du turboréacteur, directement derrière le poste de pilotage, avait pour effet de placer le centre de gravité bien plus en avant de l'appareil qu'il ne l'est chez la majorité des avions de combat, il rendait aussi nécessaire l'installation d'un déflecteur dans l'entrée d'air, afin d'améliorer la furtivité en évitant que les aubes du premier étage de compresseur puissent être détectées par des radars à effet Doppler.

### Le dispositif d'orientation de la poussée
Afin de pouvoir décoller et atterrir à la verticale, la version X-32B était équipée d'un dispositif d'orientation de la poussée, d'un fonctionnement similaire à celui équipant l'AV-8B Harrier II. Les ingénieurs de Lockheed Martin avaient, quant à eux, choisi de prélever une partie de la puissance fournie par le réacteur de l'appareil pour entraîner une soufflante verticale (système Rolls-Royce LiftSystem). La solution de Boeing permettait de simplifier la conception de l'appareil et de diminuer son poids, en faisant l'économie d'une soufflante, d'un système de transmission et d'un embrayage ne servant qu'au décollage et à l'atterrissage. Un des inconvénients était d'augmenter les différences entre version ADAV et conventionnelle, alors que le programme JSF exigeait une très grande similarité entre les variantes, afin de diminuer les coûts de production et de maintenance.

## Modification du cahier des charges
Huit mois après la construction des prototypes, une modification du cahier des charges du programme JSF, à la demande de l'US Navy, entraîne de nouvelles exigences en termes de maniabilité et de capacité d'emport. La voilure delta du X-32, conçue afin de minimiser les couts de fabrication, ne permettant pas d'atteindre les objectifs du nouveau cahier des charges, les ingénieurs de Boeing redessinent l'appareil et décident de remplacer l'empennage Pelikan, sélectionné à l'origine, par un empennage conventionnel. Ce nouvel empennage permet de réduire la masse totale de l'appareil et d'augmenter sa maniabilité. Il est cependant trop tard pour modifier les prototypes, et il est jugé que la configuration d'origine est suffisamment représentative des choix technologiques de Boeing pour permettre aux appareils de participer à la suite du programme JSF.

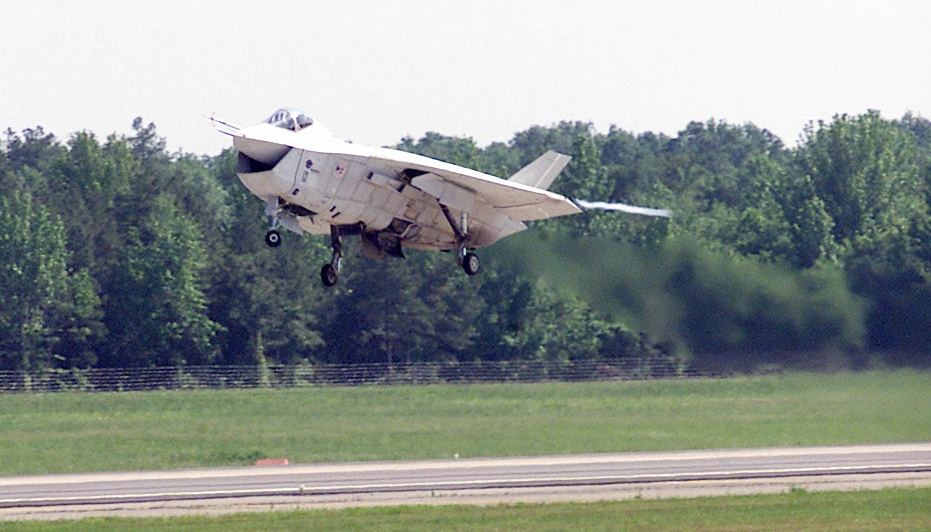
Un X-32 au décollage de Little Rock AFB, en route vers la Naval Air Station de Patuxent River (Maryland).

## Essais en vol
Alors que son concurrent, le Lockheed Martin X-35, est capable d'effectuer dans la même configuration aussi bien des vols supersoniques que des atterrissages et décollages verticaux, la masse totale du X-32, en configuration standard, ne lui permet pas de décoller à la verticale. Cela oblige les ingénieurs de Boeing à démonter certains éléments de l'appareil, afin de le passer en configuration ADAV. L'avionneur certifie que l'adoption d'une voilure modifiée et d'un empennage redessiné, prévus sur les modèles de série, permettra de régler ce défaut majeur.
Le premier vol du X-32A (Version à décollage conventionnel) a lieu le 18 septembre 2000, lorsque l'appareil est convoyé depuis son lieu de production, l'Air Force Plant 42 de Palmdale en Californie, jusqu'à la base Edwards où doit avoir lieu le programme d'essais en vol. Le X-32B (Version ADAV), quant à lui, décolle pour la première fois en mars 2001.
Les deux prototypes sont testés en vol et mesurés face à leur concurrent jusqu'au mois de juillet 2001.

## La fin du programme X-32
Le 26 octobre 2001, le département de la Défense des États-Unis annonce que le programme JSF a été remporté par le projet X-35 de Lockheed Martin. Une des raisons principales de ce choix semble être liée au dispositif de décollage et d'atterrissage vertical retenu, le département de la Défense jugeant que le gain en performance offert par le système de Lockheed Martin compense sa complexité et les risques technologiques qu'il engendre. De plus, à l'approche du sol les gaz d'échappement du X-32B étaient refoulés dans les tuyères, ce qui engendrait des surchauffes et des pertes de poussée.
Cette défaite représente un réel coup dur pour la société Boeing. Le programme JSF représentait en effet, avec une production estimée de 3 000 à 5 000 appareils, le plus important projet d'avion de combat depuis le programme Light Weight Fighter, qui avait conduit au développement des F-16 Falcon et F/A-18 Hornet dans les années 1970. Avant l'attribution définitive du contrat au vainqueur, certains législateurs émettent l'idée de permettre au perdant du programme de devenir sous-traitant pour la production des appareils de série, mais c'est finalement le principe du « gagnant prend tout » qui est retenu. Malgré tout, le programme X-32 représente pour Boeing un investissement stratégique, les innovations technologiques développées ayant été appliquées entre autres sur le F/A-18E/F Super Hornet.

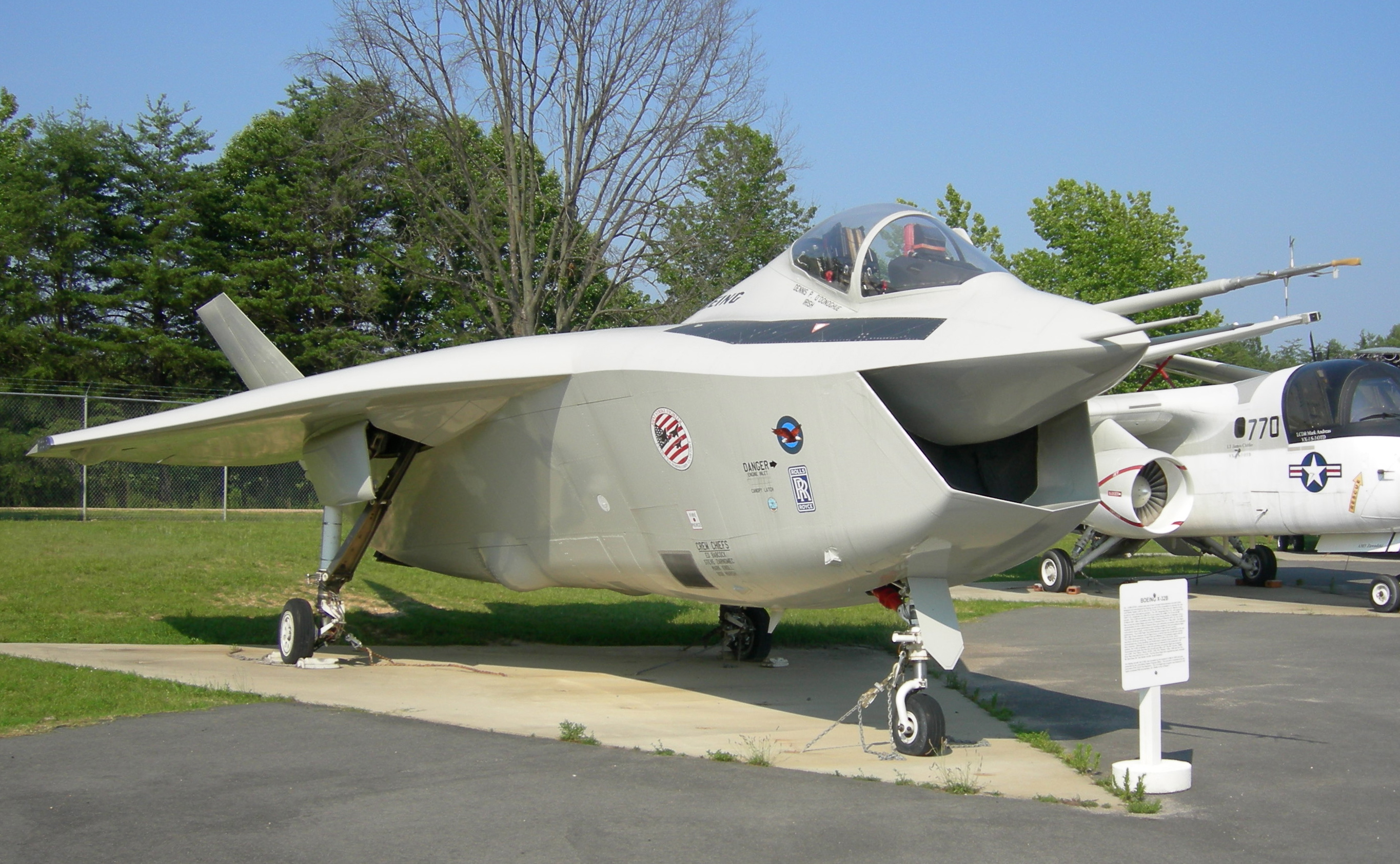
Le X-32B, exposé au musée de l'aviation navale de Patuxent River. Sur le nez de l'appareil se trouvent les perches de mesure habituellement visibles sur les prototypes d'avions en cours de tests. Elles disparaissent sur l'avion lorsqu'il est produit en série.

## Versions
- X-32A : Démonstrateur technologique de la version conventionnelle, destinée à l'US Air Force et à l'US Navy ;
- X-32B : Démonstrateur technologique de la version ADAV, destinée à l'US Marine Corps et à la Royal Navy.

## Postérité
En 2005, le prototype de la version X-32A est cédé au National Museum of the United States Air Force, de la base aérienne de Wright-Patterson. Le revêtement de l'appareil a été fortement dégradé par quatre années de stockage en extérieur.
Le prototype de la version X-32B a quant à lui été transféré la même année au musée de l'aviation navale de Patuxent River, dans le Maryland. En juin 2009, il était en cours de restauration par les équipes du musée.